# Izaias Maia Carneiro
Izaias Maia Carneiro (født 5. juni 1975) er en tidligere brasiliansk fodboldspiller.
Han har spillet for flere forskellige klubber i sin karriere, herunder Yokohama FC.